# 布里姆森 (密蘇里州)
布里姆森（英語：Brimson）是位於美國密蘇里州格蘭迪縣的村。

## 人口
根據2020年美國人口普查的數據，布里姆森的面積為0.23平方千米，皆為陸地。當地共有人口50人，而人口密度為每平方千米217人。